# 新加坡人民行動黨中央執行委員會
新加坡人民行动党中央执行委员会，简称行动党中委会（英語：People's Action Party Central Executive Committee，缩写：CEC）是新加坡人民行动党及其“核心圈子”中的最高执行委员会。行动党内部的最高权力集中于中央执行委员会，该委员会由党内最高职位人民行動黨行政委員會秘書長领导。
从1950年代到1984年，新加坡大部分有影响力的领导人都是行动党中央执行委员会、新加坡内阁以及新加坡国防委员会（英語：Defence Council of Singapore）的成员。通过“人民行动党干部制”选举中委会成员曾被描述为“红衣主教任命教皇，教皇任命红衣主教”的封闭制度。

## 成立
人民行动党的组织结构具有列宁主义的根源，即一群被称为“干部”的精英行动党党员从候选人名单中选出18名中央执行委员会成员。当这个结构最初在1957年创立时，即将离任的委员会成员负责推荐下一届中委会的候选人名单。近年来提名中委会成员的方式改为中委会提名八名成员，党核心小组则负责选出其余十名成员。
这项干部制度由行动党创始人之一杜进才于1957年发起，旨在防止在基层和许多委员会中占主导地位，并占党内早期成员多数的行动党左翼派系再次控制中委会。
1957年以前，每个党员都可以在中委会选举中投票。然而，1957年8月9日，党内左派控制了中委会，行动党最初的创始团队（俗称“土生华人圈”）失去了控制权。在林有福于1957年镇压中委会的许多左派领导人（以及许多非行动党籍的左翼领导人）之后，土生华人圈重新夺回了中委会的控制权。

## 创始成员
- 李光耀 (1923–2015)
- 拉惹勒南 (1915–2006)
- 杜进才 (1921–2012)
- 吴庆瑞 (1918–2010)
- 蒂凡那 (1923–2005)
- 奥斯曼渥 (1924–2017)
- 依布拉欣 (1927–1962)
- 易润堂 (1930–2018)
- 曹煜英 (1930–2016)
- 王邦文 (1929–)

## 现任成员
在2022年11月6日的选举中产生的人民行动党第37届（现任）中央执行委员会成员如下。
| 职务         | 姓名   |
| ------------ | ------ |
| 主席         | 王瑞杰 |
| 副主席       | 马善高 |
| 秘书长       | 黃循財 |
| 副秘书长     | 待定   |
| 助理秘书长   | 陈振声 |
| 助理秘书长   | 李智陞 |
| 财政         | 尚穆根 |
| 助理财政     | 王乙康 |
| 组织秘书     | 傅海燕 |
| 组织秘书     | 唐振辉 |
| 中央执行委员 | 杨陞才 |
| 中央执行委员 | 陈慧玲 |
| 中央执行委员 | 英兰妮 |
| 中央执行委员 | 杨莉明 |
| 中央执行委员 | 黄志明 |
| 中央执行委员 | 陈川仁 |
| 中央执行委员 | 陈诗龙 |
| 中央执行委员 | 维文   |